# Aymon III van Genève
Aymon III van Genève (overleden te Pavia op 30 of 31 augustus 1367) was van januari 1367 tot aan zijn dood graaf van Genève.

## Levensloop
Aymon III was de oudste zoon van graaf Amadeus III van Genève en diens echtgenote Maria, dochter van graaf Robert VII van Auvergne.
Tijdens zijn periode als erfopvolger van Genève maakte Aymon frequent deel uit van de entourage van graaf Amadeus VI van Savoye, zijn neef in de eerste graad. In oktober 1361 was Aymon met het leger van Amadeus aan het kasteel van Lanzo, toen ze in een hinderlaag werden gelokt door een Engelse Grande Compagnie. Aymon behoorde bij de gevangenen en moest losgeld betalen voor zijn vrijheid. In december 1362 begeleidde Aymon Amadeus naar Avignon, de toenmalige residentiestad van de pausen. Het doel van deze reis was om met koning Jan II van Frankrijk te beraadslagen over het plan om een strafcampagne te voeren tegen de Grandes Compagnes die Zuid-Frankrijk en Italië verwoestten, maar paus Urbanus V voorzag een nieuwe kruistocht tegen de Ottomanen en probeerde hen te overtuigen om in een grote anti-Turkse coalitie te stappen. In de zomer van 1363 nam Aymon deel aan de campagne van Amadeus om markgraaf Frederik II van Saluzzo tot de onderwerping te dwingen. 
Met de hulp van een factie aan het Napolitaanse koninklijk hof, vroeg Aymon om te mogen huwen met hertogin Johanna van Durazzo, de nicht van de machtige koningin Johanna I van Napels. Toen Johanna en Aymon elkaar ontmoetten in Avignon, werd Johanna verliefd op hem. Het huwelijk kon echter op tegenstand rekenen van de dominantste facties aan het hof en uiteindelijk ging het niet door. Uiteindelijk verloofde hij zich in mei 1366 met Margaretha, dochter van graaf Hendrik V van Vaudémont, maar wegens Aymons overlijden vond het huwelijk nooit plaats.
In 1364 had zijn vader Amadeus III bij de stichting van de Orde van de Aankondiging beloofd om op kruistocht te gaan tegen het Ottomaanse Rijk, maar wegens zijn zwakke gezondheid besloot hij zoon Aymon in zijn plaats te laten gaan. Aymon leidde het Geneefse contingent bij de Savoyaardse Kruistocht. In juni 1366 vervoegde hij de troepen van Amadeus VI van Savoye in Venetië. Toen zijn vader Amadeus III in januari 1367 overleed, volgde Aymon III hem op als graaf van Genève.
De kruistocht om de Turken uit Europa te verjagen was niet helemaal succesvol. Wel werden de Turken verdreven uit Gallipoli en werd de Byzantijnse keizer Johannes V Palaiologos bevrijd van de Bulgaren. Op 29 juli 1367 vertrok Aymon met de kruistocht terug naar Venetië. Hier verbleef hij twee weken, wegens ziekte of omdat hij gewond was geraakt. Daarna moest hij via Padua en Pavia terugreizen naar landerijen in Genève. In Pavia werd hij ontvangen door Galeazzo II Visconti, die hem geld leende. Tijdens zijn verblijf daar werd hij ernstig ziek en op 30 augustus 1367 stierf hij, waarna Aymon werd bijgezet in de kerk van Notre Dame de Liesse in Annecy. Omdat hij ongehuwd en kinderloos gebleven was, werd hij als graaf van Genève opgevolgd door zijn jongere broer Amadeus IV.